# Tuc de Saumet
El Tuc de Saumet és una muntanya de 2.461 metres que es troba en el vessant atlàntic del Pirineu, al massís de Beret. Pertany al terme municipal de Naut Aran, a la comarca de la Vall d'Aran.